# Nick Fury, Jr.
Nicholas Joseph "Nick" Fury Jr. (Marcus Johnson) es un personaje de cómic ficticio que aparece en libros publicados por Marvel Comics. Él es uno de un número desconocido de hijos de Nick Fury, un exhéroe del Ejército de EE. UU., súper espía y luego director de la agencia de inteligencia S.H.I.E.L.D.

## Historial de publicaciones
Marcus Johnson fue presentado en la miniserie Battle Scars. Tiene un gran parecido con la versión Ultimate Marvel de Nick Fury y la encarnación del Universo Cinematográfico de Marvel, tal como lo representa Samuel L. Jackson; la aparición de la versión Ultimate Universe se basó en la de Samuel L. Jackson antes de la representación del actor en las películas.
Nick Fury Jr. aparece en la serie Secret Avengers 2013 de Nick Spencer y Luke Ross.
En enero de 2017, Marvel anunció que el personaje obtendría su primera serie en solitario en curso, llamada Nick Fury.

## Biografía del personaje ficticio
Mientras servía en el Medio Oriente, a Marcus Johnson se le dice que su madre, Nia Jones, ha sido asesinada en los Estados Unidos. Regresa a casa y es atacado por los hombres que la mataron, y por Taskmaster, pero es salvado por el Capitán América. Los agentes de S.H.I.E.L.D. llegan y lo llevan a una instalación de S.H.I.E.L.D., después de un tiempo, Johnson siente que lo retienen allí contra su voluntad y escapa. Él escapa y es atrapado por Taskmaster una vez más. Antes de que pueda obtener cualquier información, un hombre con una máscara lo salva y escapa. Johnson alcanza al hombre, que se revela que es el padre de Johnson, Nick Fury. Fury y Johnson son capturados por un exmiembro de la organización Leviathan nombró a Orión que tiene el ojo izquierdo de Johnson cortado y confirma que Johnson tiene la Fórmula Infinita en su ADN. Fury rompe sus restricciones y le da a Johnson suficiente tiempo para escapar, pero es capturado y su sangre se transfunde a Orion, para que la juventud de Orion pueda ser restaurada. La transfusión drena a Fury de su fórmula infinita restante. Johnson salva a Fury con la ayuda del agente de S.H.I.E.L.D., Phil Coulson y luego mata a Orion. Después de convalecer, Johnson recibe el uniforme de Súper Soldado que Steve Rogers solía usar. Como nuevo agente de S.H.I.E.L.D., Johnson también es informado de que su nombre de nacimiento es "Nicholas J Fury Jr.".
Fury Jr. y Phil Coulson hacen un cameo en Scarlet Spider #5, y son parte de la secuencia de enmarcado en Marvel NOW! Point One.
En una historia de 2013 como parte de Marvel NOW!, Nick Fury Jr., Coulson y Maria Hill forman la versión S.H.I.E.L.D. de los Vengadores Secretos con Hawkeye y Black Widow. Fury Jr. está involucrado en la primera misión que involucró la lucha contra un grupo de terroristas de Al Qaeda. Fury Jr. luego se une a los Vengadores Secretos para atacar Bagalia con el fin de reclutar a Taskmaster. Mientras los Vengadores Secretos luchan contra los Maestros del Mal, Fury Jr. logra pagar a Crossfire para dejar que Taskmaster salga de su prisión.
Durante la historia de "AXIS", Nick Fury Jr. estaba con S.H.I.E.L.D. cuando la organización se reunió con el Capitán América para discutir lo que iba a ser del Cráneo Rojo, ahora que Centinelas Stark había sido desmantelado y los campos de concentración destruidos. Nick Fury Jr. trató de convencer a Sam Wilson de entregarlo. Pero bajo la influencia del hechizo de inversión, Wilson fue violento y lo golpeó antes de irse.
Durante la historia de "Civil War II", Nick Fury Jr. estaba en una misión para neutralizar una célula Hydra que se hacía pasar por agentes de S.H.I.E.L.D. La predicción de la visión de Ulysses Cain hizo que el ataque de la célula Hydra en S.H.I.E.L.D. fuera fatal. Cuando se dirigía a una base en Arizona, Nick Fury Jr. fue atacado por agentes reales en lugar de infiltrados de Hydra como se sospechaba. Para poder encontrar a los traidores, Nick Fury Jr. fingió su muerte y pasó desapercibido. Al interrogar a un benefactor de S.H.I.E.L.D. sucio llamado Elton Blake, Nick Fury Jr. fue dirigido a la base de S.H.I.E.L.D. Ulu en Alaska. Al llegar a Ulu y confrontar a la mente maestra desconocida, Nick Fury Jr. fue tomado por sorpresa por la Mente Maestra desconocida que se escapó. Al infiltrarse en la base Ogma, Nick Fury Jr. logró descargar datos clasificados y escapar mientras evadía a Viuda Negra en el proceso. La investigación de Nick Fury Jr. lo llevó a la base subterránea Kratos, donde se encontró con un pícaro Life Model Decoy de su padre, Nick Fury, llamado Líder, quien declaró que la predicción de Ulysses Cain no involucraba la célula Hydra y que lo haría, le costó la vida. El líder aprendió sobre las habilidades de Ulysses Cain y quiso sacar a Nick Fury Jr. de la escena para poder hacerse cargo de S.H.I.E.L.D. y reinventarlo. Para detener a Líder, Nick Fury Jr. tuvo que destruir la viga de soporte principal que causó el colapso de Kratos y la destrucción de Líder. Al sobrevivir al colapso, Nick Fury Jr. rescató la cabeza de Líder para poder hackearla y aprender cómo descubrió su plan. Nick Fury Jr. perdonó a Maria Hill por enviarlo a una misión que habría resultado en su muerte y afirma que aún no está listo para regresar a S.H.I.E.L.D.
A su regreso a S.H.I.E.L.D. como agente de alto rango, Nick Fury se infiltra en la Riviera francesa, donde termina en un juego de gatos y ratones con un agente de Hydra llamado Frankie Noble.
Durante la parte posterior de la historia del "Imperio Secreto", se vio a Nick Fury Jr. mirando a Punisher matar a todos los Agentes de Hydra en el almacén abandonado como una forma de expiar el lado de Hydra. Cuando Punisher se va, Nick Fury Jr. habla en todas las comunicaciones que Punisher está listo. Fury luego le da acceso a Punisher a la armadura de la Máquina de Guerra de James Rhodes para una operación negable contra un malvado estado de Europa del Este atrapado usando viejos recursos de S.H.I.E.L.D.

## Poderes y habilidades
Inicialmente, Marcus parece no tener cualidades sobrehumanas sino su acondicionamiento físico de su tiempo con los Rangers del Ejército de EE. UU. Marcus heredó la fórmula Infinity de su padre al nacer, ralentizando su proceso de envejecimiento, acelerando su tiempo de curación y otorgándole las máximas habilidades físicas humanas.

## Recepción
La reacción de los fanáticos de los cómics ante la revelación de que Marcus Johnson es el hijo de Nick Fury y su reemplazo de su padre ha sido mixta. El vicepresidente de publicación de Marvel, Tom Brevoort, cree que este es un movimiento prudente de Marvel porque la encarnación afroamericana aparece en películas, espectáculos animados y otras adaptaciones autorizadas.

## En otros medios
Desde la década de 2000, la mayoría de las apariciones de Nick Fury en otros medios se han inspirado en la versión Ultimate Marvel / Nick Fury Jr. del personaje, que se basa en el actor Samuel L. Jackson, quien más tarde interpretó al personaje en las películas de Marvel Cinematic Universe.